# Ursalivka, Zhurivka
Ursalivka (în ucraineană Урсалівка) este un sat în comuna Turivka din raionul Zhurivka, regiunea Kiev, Ucraina.

## Demografie
Componența lingvistică a localității Ursalivka
     Ucraineană (93,18%)
     Rusă (6,82%)
Conform recensământului din 2001, majoritatea populației localității Ursalivka era vorbitoare de ucraineană (93,18%), existând în minoritate și vorbitori de rusă (6,82%).